# Кубок Східного Тимору з футболу 2018
Кубок Східного Тимору з футболу 2018 — 6-й розіграш кубкового футбольного турніру у Східному Тиморі. Титул володаря кубка вдруге поспіль здобув Атлетіку (Ультрамар).

## Календар
| Раунд            | Дата                        | Матчі | Клуби   |
| ---------------- | --------------------------- | ----- | ------- |
| Попередній раунд | 26-29 вересня 2018          | 4     | 20 → 16 |
| 1/8 фіналу       | 30 вересня - 16 жовтня 2018 | 8     | 16 → 8  |
| 1/4 фіналу       | 12-20 жовтня 2018           | 4     | 8 → 4   |
| 1/2 фіналу       | 23-24 жовтня 2018           | 2     | 4 → 2   |
| Фінал            | 27 жовтня 2018              | 1     | 2 → 1   |

## Попередній раунд
| Команда 1                | Рахунок      | Команда 2      |
| ------------------------ | ------------ | -------------- |
| 26 вересня 2018          |              |                |
| Атлетіку (Ультрамар) (2) | 11:2         | Санта-Круз (2) |
| 27 вересня 2018          |              |                |
| Академіка                | 0:0 пен. 1:2 | Боавішта       |
| 28 вересня 2018          |              |                |
| Какушан                  | 1:12         | Каркету        |
| 29 вересня 2018          |              |                |
| Зебра (2)                | 2:1          | Ліка-Ліка (2)  |

## 1/8 фіналу
| Команда 1                | Рахунок      | Команда 2            |
| ------------------------ | ------------ | -------------------- |
| 30 вересня 2018          |              |                      |
| ДІТ                      | 3:2          | Нагарджу (2)         |
| 2 жовтня 2018            |              |                      |
| Порту Тайбессі (2)       | 0:5          | Бенфіка Лаулара      |
| 3 жовтня 2018            |              |                      |
| Каблакі (2)              | 0:3          | Понта Лешті          |
| 4 жовтня 2018            |              |                      |
| Лаленок Юнайтед (2)      | 3:1          | ФІЕЛ (2)             |
| 5 жовтня 2018            |              |                      |
| Айтана (2)               | 3:1          | Спортінг (Тимор) (2) |
| 6 жовтня 2018            |              |                      |
| Ассалам (2)              | 3:1          | Леру (2)             |
| 7 жовтня 2018            |              |                      |
| Атлетіку (Ультрамар) (2) | 2:2 пен. 4:3 | Боавішта             |
| 16 жовтня 2018           |              |                      |
| Каркету                  | 1:0          | Зебра (2)            |

## 1/4 фіналу
| Команда 1                | Рахунок | Команда 2           |
| ------------------------ | ------- | ------------------- |
| 12 жовтня 2018           |         |                     |
| Айтана (2)               | 0:4     | Ассалам (2)         |
| 17 жовтня 2018           |         |                     |
| ДІТ                      | 1:5     | Бенфіка Лаулара     |
| 18 жовтня 2018           |         |                     |
| Понта Лешті              | 5:3     | Лаленок Юнайтед (2) |
| 20 жовтня 2018           |         |                     |
| Атлетіку (Ультрамар) (2) | 2:1     | Каркету             |

## 1/2 фіналу
| Команда 1       | Рахунок      | Команда 2                |
| --------------- | ------------ | ------------------------ |
| 23 жовтня 2018  |              |                          |
| Ассалам (2)     | 2:2 пен. 7:6 | Понта Лешті              |
| 24 жовтня 2018  |              |                          |
| Бенфіка Лаулара | 1:5          | Атлетіку (Ультрамар) (2) |

## Фінал
| 27 жовтня 2018 |

| Атлетіку (Ультрамар) (2)    | 3:2      | Ассалам (2)               |
| --------------------------- | -------- | ------------------------- |
| Фрейре 11', 35' Алмейда 39' | Протокол | Маггі 19' Альтаміра 45+2' |

| Кампу Демокрашія, Ділі Глядачів: 0 Арбітр: Педру Майя ді Карвалью |